# Église Saint-Joseph de Shanghai
Pour les articles homonymes, voir Église Saint-Joseph.
L'église Saint-Joseph de Shanghai est située dans le quartier de Shanghai appelé Dashijie. Elle est connue localement sous le nom d'« église du Yang King Pang ». Elle se trouve dans l'ancienne concession française de Shanghai et a été construite par les jésuites français.

## Histoire et description
Elle a été bâtie entre 1860 et 1861 par le père jésuite Louis Hélot et Napoléon III a participé au financement[réf. nécessaire]. Consacrée en 1862, elle est construite en briques.
Son style est roman-tardif avec des parties gothiques. D'une surface d'environ 1000 mètres carrés, son point culminant est le clocher de 30 mètres de hauteur.
Jusque dans les années 1920, le consul général de France et sa famille y avaient des places réservées. Après la prise de pouvoir des communistes en 1949, la cathédrale Saint-Ignace de Shanghai est fermée au culte en 1950 et le nouvel évêque, Mgr Kung, est contraint de ne célébrer qu'à Saint-Joseph avant d'être arrêté en 1955 et de passer trente ans en prison. L'église est fermée par les gardes rouges de la révolution culturelle en 1966 et convertie en atelier de production.
Elle est rendue au culte en 1986 et inscrite à la liste du patrimoine culturel de Shanghai.

## Horaire des messes
- La messe en semaine est célébrée le matin à 6 heures 30 le lundi, mardi et mercredi en latin, et le jeudi, vendredi et samedi en chinois.
- La messe des dimanches et fêtes est célébrée à 6 heures 30 selon le rite extraordinaire (en latin) et à 9 heures en chinois. Le dernier dimanche du mois, elle est célébrée à 9 heures selon le rite extraordinaire (en latin).

## Galerie de photos

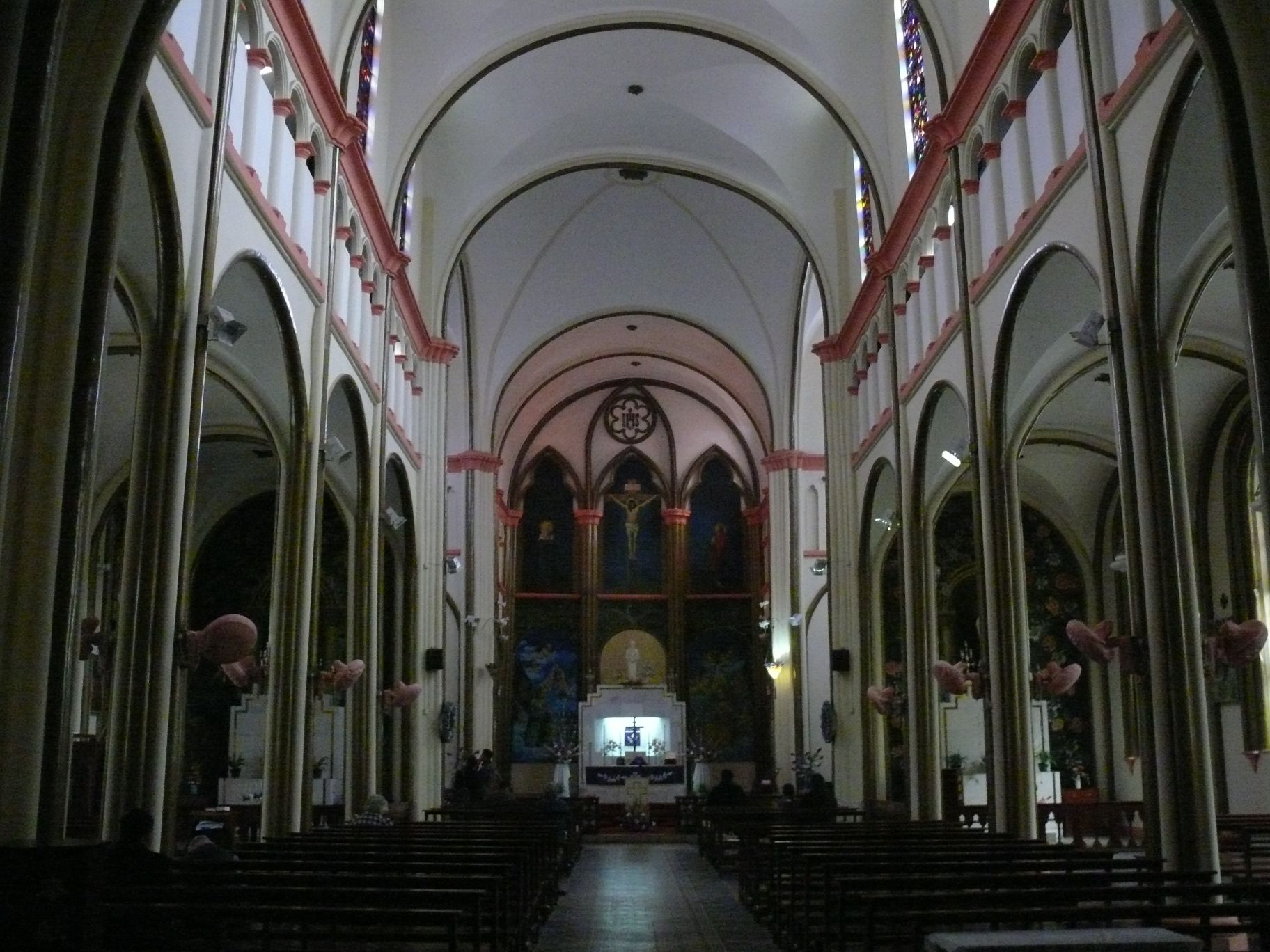
La nef
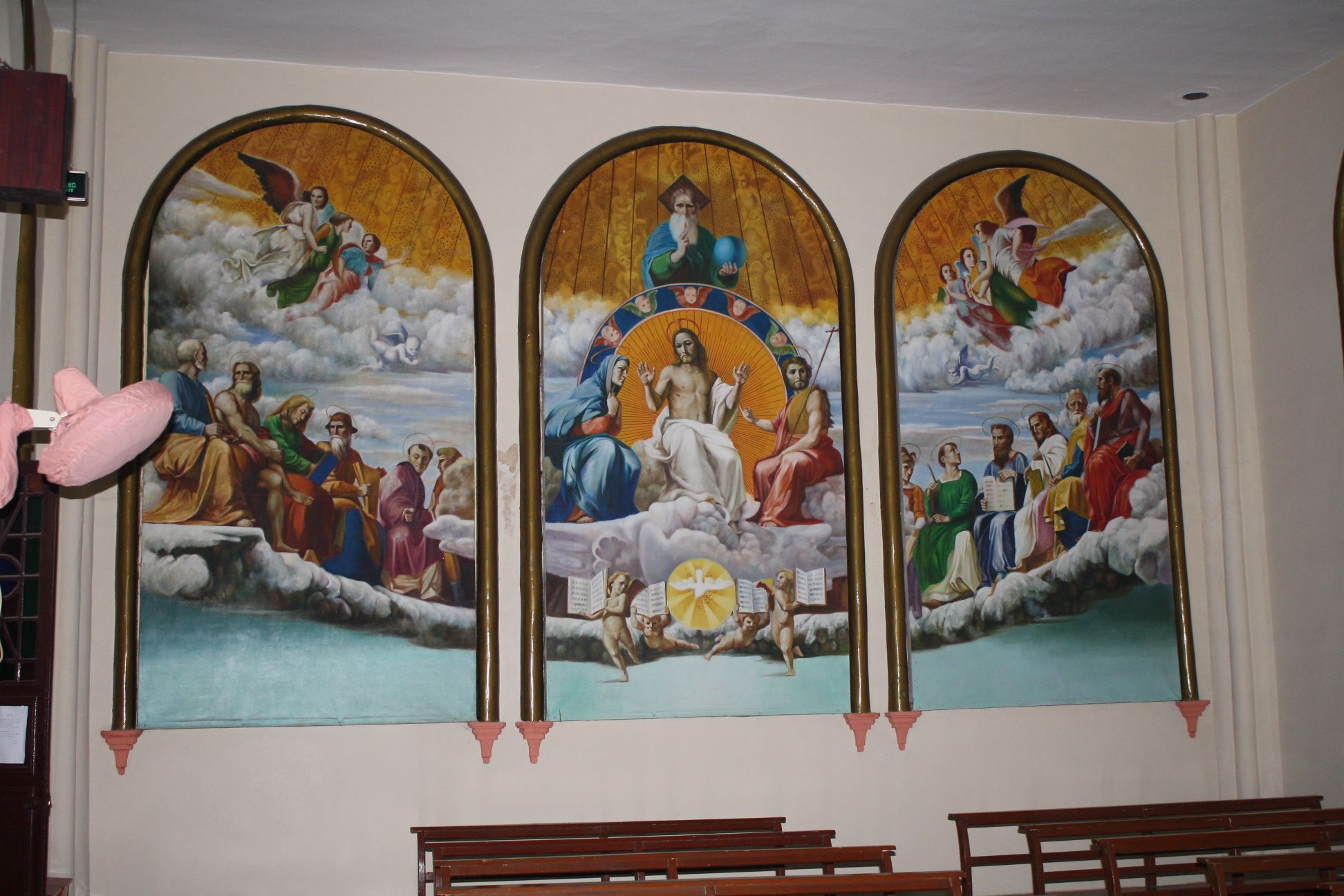
Décoration du transept
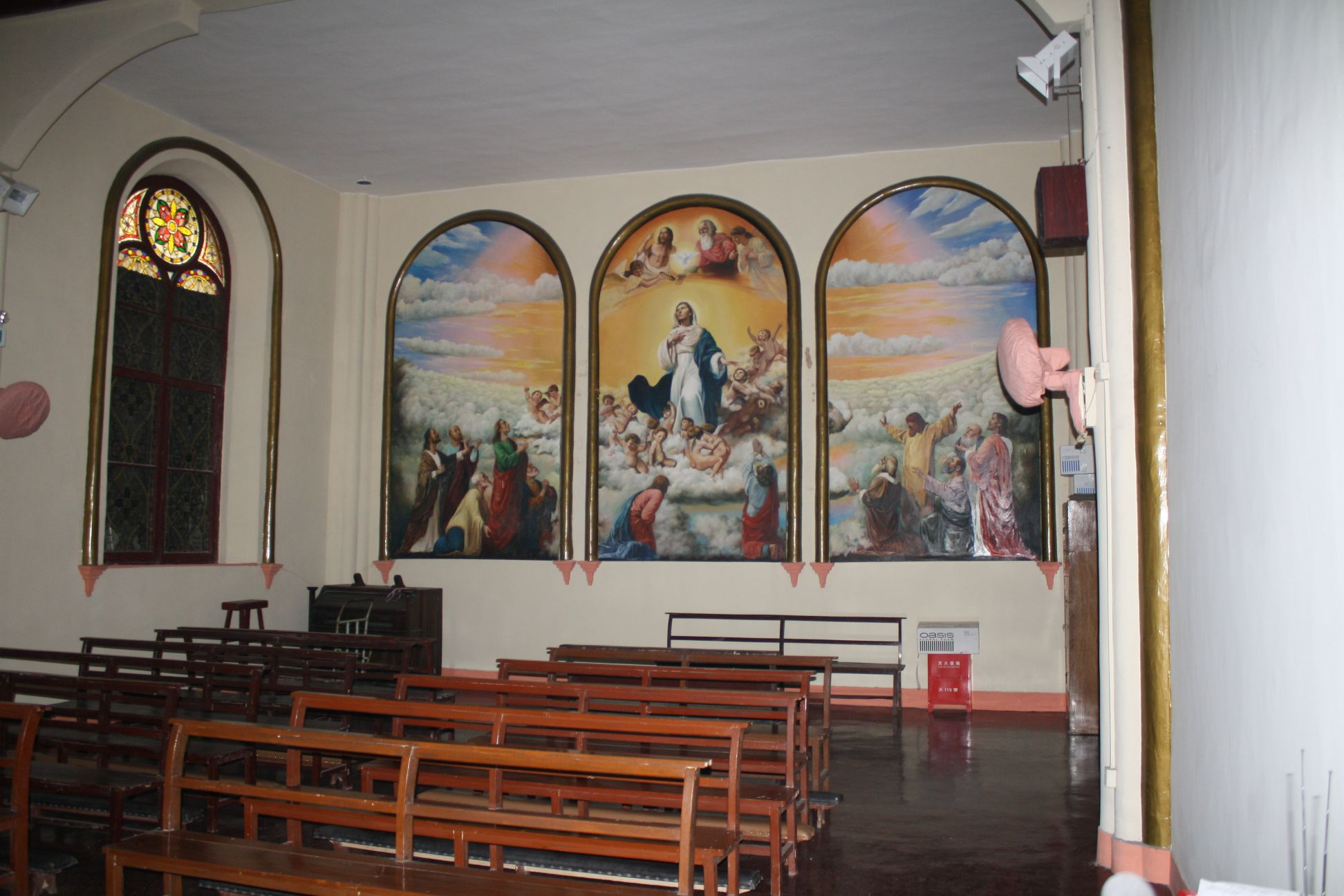
Décoration du transept
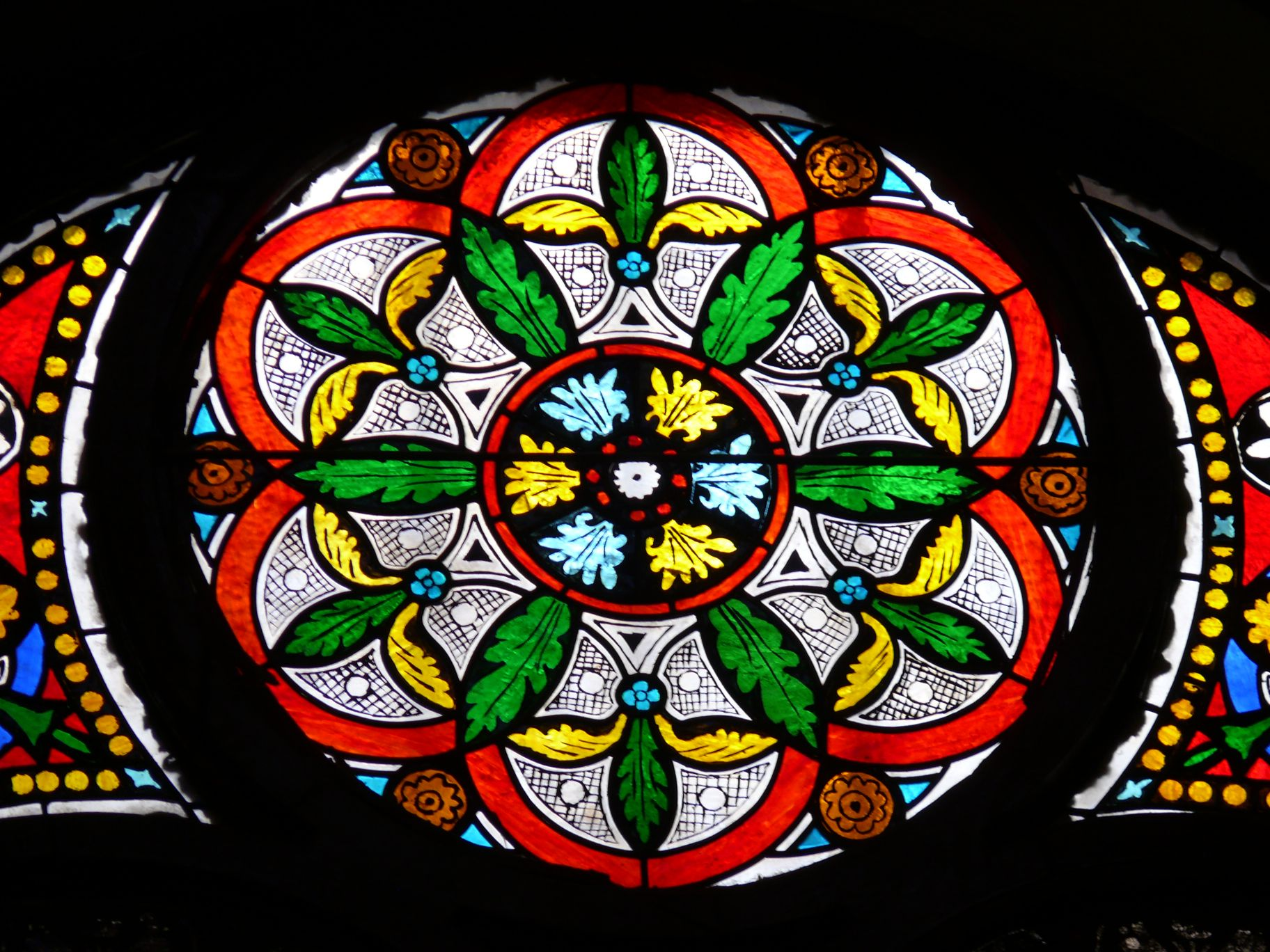
Détail d'un vitrail